# Zhujie (socken i Kina)
Zhujie (kinesiska: 珠街街道) är en socken i Kina. Den ligger i provinsen Yunnan, i den sydvästra delen av landet, omkring 130 kilometer nordost om provinshuvudstaden Kunming. Antalet invånare är 45 569. Befolkningen består av 22 677 kvinnor och 22 892 män. Barn under 15 år utgör 22,0 %, vuxna 15-64 år 68 %, och äldre över 65 år 9,0 %.
Genomsnittlig årsnederbörd är 1 039 millimeter. Den regnigaste månaden är juni, med i genomsnitt 251 mm nederbörd, och den torraste är januari, med 11 mm nederbörd.